# Madison piercing
Een Madison piercing is een piercing die door de hals gaat, ze worden beschouwd als surface piercing en kunnen een afstotende impact hebben. De lange hersteltijd maakt het een ongewone piercing. De Madison piercing werd vernoemd naar de eerste drager, Madison Stone.